# Spodoptera medioalba
Spodoptera medioalba är en fjärilsart som beskrevs av Embrik Strand 1921. Spodoptera medioalba ingår i släktet Spodoptera och familjen nattflyn. Inga underarter finns listade i Catalogue of Life.